# Дельменгорст
Дельменго́рст (нім. Delmenhorst) — місто в Німеччині, у федеральній землі Нижня Саксонія. Столиця колишнього графства.

## Історія
- 1281—1774: Графство Дельменгорст